# Kondré
Kondré est une commune rurale située dans le département de Gogo de la province du Zoundwéogo dans la région Centre-Sud au Burkina Faso.

## Santé et éducation
Kondré accueille un centre de santé et de promotion sociale (CSPS) tandis que le centre médical (CMA) le plus proche se trouve à Manga.